# اوسیپ (کارولینای شمالی)
اوسیپ (به انگلیسی: Ossipee) شهری در ایالت کارولینای شمالی کشور ایالات متحده آمریکا است که جمعیت آن در سرشماری سال ۲۰۱۰ میلادی، ۵۴۳ نفر بوده‌است.